# Adobe Illustrator Artwork
Adobe Illustrator Artwork (AI) là một định dạng tập tin độc quyền phát triển bởi Adobe Systems để biểu thị một trang vẽ vector trên định dạng EPS hoặc PDF. Phần mở rộng tên tập tin .ai  được sử dụng bởi Adobe Illustrator.
Định dạng tập tin AI ban đầu được gọi tên là PGF. Khả năng tương thích của PDF đã đạt được bằng cách nhúng một bản sao dữ liệu PGF trong tập tin định dạng PDF đã lưu. Định dạng này không liên quan đến .pgf sử dụng cùng tên Progressive Graphics Format.

## Chương trình hỗ trợ tập tin AI

### Chỉnh sửa
Ngoài Adobe Illustrator, những chương trình dưới đây có thể chỉnh sửa.ai:
- Adobe After Effects có thể mở và sử dụng tập tin.ai khi chỉnh sửa video.[6]
- Affinity Designer có thể mởtaajpa tin.ai với PDF stream.[7]
- Cinema 4D có thể xuất tập tin.ai để chuyển đổi thành ảnh 3D hoặc chỉnh sửa cơ bản.
- CorelDRAW (chương trình bản quyền) có thể chỉnh sửa định dạng này với một vài giới hạn.
- Corel Paint Shop Pro (chương trình bản quyền) có thể chỉnh sửa định dạng này.
- DrawPlus (chương trình bản quyền) có thể xuất v9 và phiên bản cao hơn của định dạng này (phải lưu dưới định dạng PDF tương thích).[8]
- FlexiSign có thể đọc tập tin AI.
- FreeHand (chương trình bản quyền) có thể mở và chỉnh sửa tập tin.ai phiên bản 8 hoặc thấp hơn. FreeHand sẽ xuất thành.ai phiên bản 7.
- Ghostscript (GPL-chương trình cấp phép) có thể chuyển đổi tập tin AI postscript thành nhiều định dạng khác, và cũng cho phép chương trình đó sử dụng Ghostscript như GIMP để xuất tập tin AI.
- Inkscape (miễn phí, GPL-chương trình cấp phép) có thể xuất định dạng Adobe Illustrator PostScript cũ (cho tới AI ver.8) và tập tin AI dựa trên PDF (AI 9.0 trở lên).[9][10]
- OmniGraffle (chương trình bản quyền) một phần mềm sơ đồ và minh họa kỹ thuật số của The Omni Group.
- Scribus (miễn phí) có thể mở, chỉnh sửa.
- Skencil (GPL-chương trình được cấp phép) có một số hỗ trợ AI.
- sK1 (miễn phí, GPL-trình chỉnh sửa đồ họa vector được cấp phép) hỗ trợ tập tin AI nền PostScript lên đến AI ver. 9.[11]
- UniConvertor (miễn phí, GPL-dịch đồ họa vector được cấp phép) hỗ trợ tập tin AI nền PostScript lên đến AI ver. 9.[11]
- Xara Xtreme (chương trình bản quyền) hỗ trợ cho định dạng được mô tả là "đang làm việc". Xara Xtreme cho Linux có hỗ trợ tương tự.[12]
- XnView sử dụng Ghostscript để mở AI, EPS, PS, và PDF; nó có thể làm việc với tập tin AI được lưu với tùy chọn PDF tương thích.[13]

### Xem
- Adobe Reader có thể mở tập tin.ai để xem nếu họ đã lưu thành tùy chọn PDF tương thích.
- Adobe Photoshop có thể mở tập tin.ai để xem nếu họ đã lưu thành tùy chọn PDF tương thích.
- Preview có thể mở tập tin.ai để xem nếu họ đã lưu thành tùy chọn PDF tương thích.
- Irfanview có thể mở tập tin.ai để xem.
- Evince[14]